# Park Seo-joon
Park Seo-joon (wirklicher Name: Park Yong-gyu; * 16. Dezember 1988 in Seoul) ist ein südkoreanischer Schauspieler.

## Leben
Park ist der älteste von drei Söhnen. Er besuchte die Annam-Oberschule und danach das Seoul Institute of Arts. Von 2008 bis 2010 absolvierte er seinen Wehrdienst. 2011 gab er sein Debüt in der Unterhaltungsindustrie in dem Musikvideo zu Bang Yong-guks I Remember. Außerdem hatte er einen kleinen Auftritt in dem Baseballfilm Perfect Game. Als eigentliches Schauspieldebüt gilt seine Nebenrolle in Dream High 2. Für seine Leistung in Geum Nawara, Ttukttak (금 나와라, 뚝딱) erhielt er einige Nominierungen und Auszeichnungen als bester neuer Schauspieler.
Als Durchbruchsjahr gilt das Jahr 2015. Er ergatterte Hauptrollen in den Dramen Kill Me, Heal Me und She Was Pretty sowie dem Thriller The Chronicles of Evil. Ein Jahr später spielte er die Hauptrolle in dem Historiendrama Hwarang an der Seite von Go A-ra. 2017 spielte er die Hauptrolle in der erfolgreichen Jugendromanze Fight for My Way und dem Actionfilm Midnight Runners. Letztere erreichte in Südkorea über 5,6 Millionen Kinobesucher. Park erhielt für seine Leistung u. a. den prestigeträchtigen Daejong-Filmpreis als bester neuer Darsteller. 2018 feierte er einen weiteren großen Erfolg mit dem Drama What’s Wrong with Secretary Kim an der Seite von Park Min-young. Die Presse nannte ihn daraufhin den König der romantischen Komödie.
2019 spielte er die Hauptrolle in dem Okkult-Thriller The Divine Fury. Außerdem hatte er einen Cameo-Auftritt in dem oscarprämierten Film Parasite von Bong Joon-ho. Er spielt einen Jugendfreund von Ki-woo (Choi Woo-shik), der ins Auslandsstudium geht und der Familie Kim zuvor einen Stein schenkt, der Glück bringen soll. Im Gegenzug hat Choi Woo-shik einen Cameo in The Divine Fury. 2020 spielte Park die Hauptrolle in der Webtoon-Adaption Itaewon Class mit Kim Da-mi und Kwon Na-ra. Es ist die erste Fernsehserie des Filmproduktionsstudios Showbox.

## Filmografie

### Filme
- 2011: Perfect Game (퍼펙트 게임)
- 2015: The Chronicles of Evil (악의 연대기 Ak-ui Yeondaegi)
- 2015: The Beauty Inside (뷰티 인사이드)
- 2017: Midnight Runners (청년경찰 Cheongnyeon Gyeongchal)
- 2018: Be with You (지금 만나러 갑니다 Jigeum Mannareo Gamnida)
- 2019: The Divine Fury (사자 Saja)
- 2019: Parasite (기생충)
- 2023: Dream (드림)
- 2023: Concrete Utopia
- 2023: The Marvels

### Fernsehserien
- 2012: Dream High 2 (드림하이 2)
- 2012: Family (패밀리)
- 2013: Pots of Gold (금 나와라, 뚝딱! Geum Nawara, Ttukttak!)
- 2013: One Warm Word (따뜻한 말 한마디 Ttatteuthan Mal Hanmadi)
- 2014: A Witch’s Love (마녀의 연애 Manyeo-ui Yeonae)
- 2014: Mama (마마)
- 2015: Kill Me, Heal Me (킬미, 힐미)
- 2015: She Was Pretty (그녀는 예뻤다)
- 2016: Hwarang (화랑)
- 2017: Fight for My Way (쌈 마이웨이)
- 2018: What’s Wrong with Secretary Kim (김비서가 왜 그럴까)
- 2020: Itaewon Class (이태원 클라쓰)
- 2022: IN THE SOOP : Friendcation (인더숲우정여행)
- 2023–2024: Gyeongseong Creature (경성크리처)